# VT-10
Escadron d'entraînement 10
Le Training Squadron 10 (TRARON 10 ou VT-10) est un escadron d'entraînement du Naval Air Training Command de l'US Navy. Créé en 1960 il est basé à la Naval Air Station Pensacola, en Floride, à l'origine connu sous le nom de Forrest Sherman Field, du nom de l'ancien amiral Forrest Sherman (en). Il est l'un des trois escadrons  du Training Air Wing Six (TRAWING SIX). 

## Mission
Le VT-10 est une école de pilotage de base et intermédiaire sur le T-6B Texan II pour le Naval Flight Officer (en) (NFO). Il est chargé de la formation pour aller à l'école de pilotage avancée de la marine américaine. 
Ces dernières années, le programme a été élargi pour inclure tous les aspects de la formation des pilotes, jusqu'au vol en solo. 
Pendant de nombreuses années, l'escadron s'est principalement concentré sur la sécurité de ses instructeurs et de ses élèves. La devise a été adoptée "S'il y a un doute, il n'y a pas de doute".
L'indicatif radio de l'escadron est KATT et son code de queue est F.

## Historique

### Années 2000

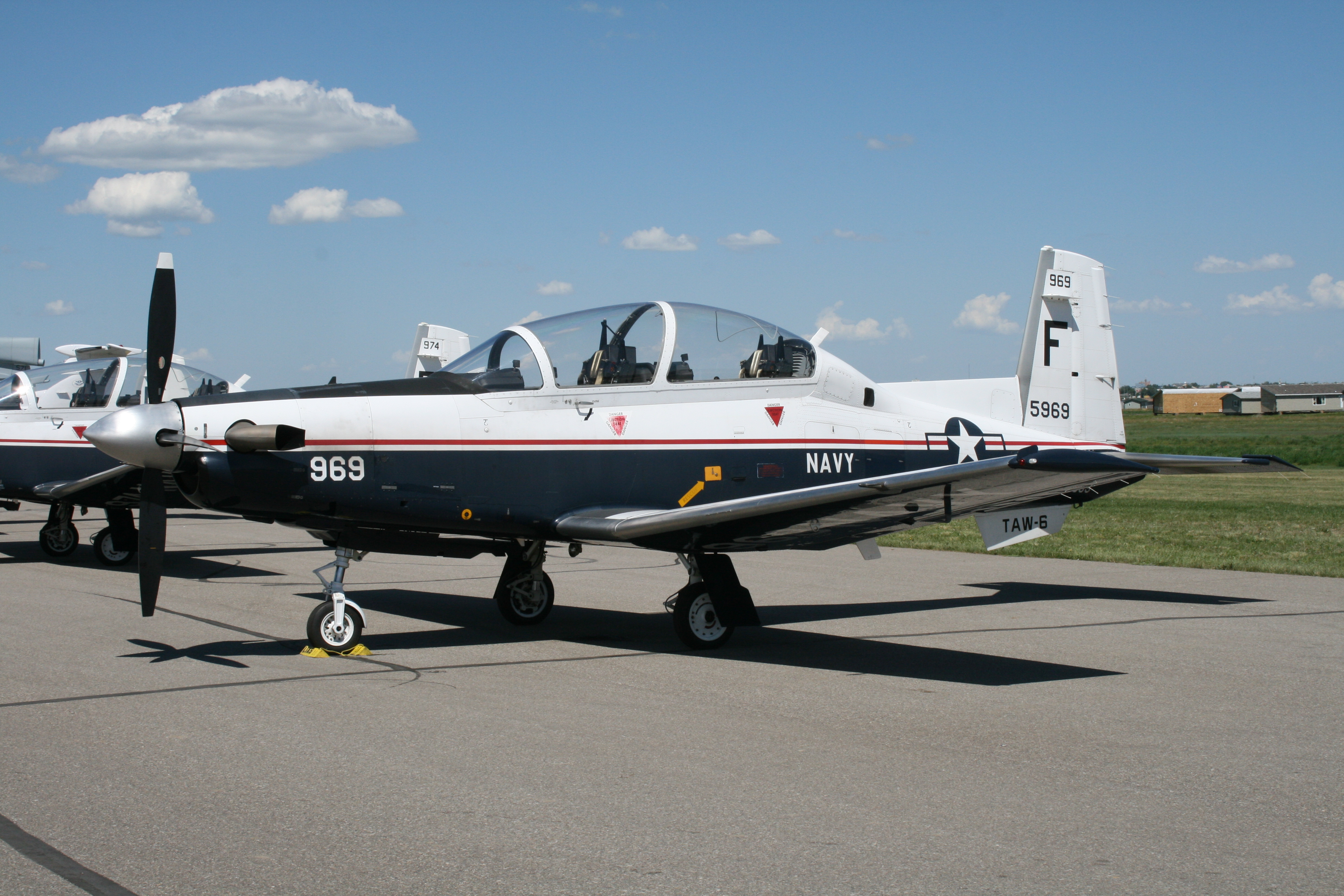
T-6 Texan II du VT-10 au NAS Pensacola

Le VT-10 dispose d'un personnel d'instructeurs de l'US Navy et du Corps des Marines de 60 membres qui forme actuellement plus de 300 pilotes par an. 
Après avoir obtenu leur diplôme des phases primaire ou intermédiaire de la formation au pilotage, les étudiants procèdent à une formation de suivi en fonction de la branche de service et de l'avion opérationnel ultime :
US Navy :
- VT-86 au NAS Pensacola, pour EA-6B Prowler, EA-18G Growler et F/A-18F Super Hornet
- VT-4 (réactivé en 2013 en tant qu'escadron d'entraînement avancé) au NAS Pensacola, pour P-3C Orion, Lockheed EP-3, P-8A Poseidon, E-6B Mercury et Hawkeye E-2C/E-2D

US Marine Corps :
- VT-86 au NAS Pensacola, pour F/A-18D Hornet et EA-6B Growler

En janvier 2003, le VT-10 a lancé des vols de formation primaire d'orientation des instructeurs dans le T-6A Texan II pour la plate-forme conjointe US Air Force/US Navy. Le T-6A "Texan II" est un avion d'entraînement biplace monomoteur entièrement acrobatique. Il comprend un cockpit pressurisé, un système d'amélioration de la tolérance G et deux sièges éjectables zéro-zéro. Le T-6A utilise un cockpit numérique à la pointe de la technologie pour aider les étudiants à se familiariser avec ce qu'ils rencontreront lors de leurs visites de flotte.
L'escadron a mis en œuvre le format Joint Primary Aircraft Training System (en) (JPATS) pour la formation aéronavale et le système de formation des navigateurs multiservices (MNTS).
En 2013, les étudiants du VT-10 ont commencé à suivre un nouveau programme, le programme Undergraduate Military Flight Officer (UMFO).